# Marwa Daoudy
Marwa Daoudy est docteure en science politique et professeure associée de relations internationales à la Edmund A. Walsh School of Foreign Service de l'Université Georgetown. Elle était auparavant est chargée d'enseignement à l'Université Oxford et à l'Institut de hautes études internationales à Genève. Elle a été chercheuse au Centre d'études et de recherches internationales (CNRS et Sciences-Po) et a écrit divers articles sur les questions de partage des eaux, de conflit et de négociation au Moyen-Orient.
Elle est détentrice d'un doctorat de l'Institut universitaire de hautes études internationales de Genève.

## Ouvrage
- Le partage des eaux entre la Syrie, l'Irak et la Turquie : négociation, sécurité et asymétrie des pouvoirs (CNRS éditions). (Prix Ernest Lémonon 2005 de l'Académie des sciences morales et politiques[1])